# Olga Afanassjewna Warenzowa
Olga Afanassjewna Warenzowa (russisch Ольга Афанасьевна Варенцова; * 8. Juli 1862 in Iwanowo-Wosnessensk; † 22. März 1950 in Moskau) war eine russische Revolutionärin und Publizistin.

## Leben
1893 wurde sie Mitglied der revolutionären Bewegung. Sie verrichtete Parteiarbeit in Astrachan, Wologda und Jaroslawl. Ab 1906 war sie Sekretärin des Iwanowo-Wosnessensker Komitees der SDAPR. Sie beteiligte sich aktiv an der Vorbereitung und Durchführung des bewaffneten Oktoberaufstandes in Moskau. 1919 arbeitete sie im Büro der Kriegskommissare. Bis 1921 war sie Sekretärin des Iwanowo-Wosnessensker Gouvernementskomitees der Kommunistischen Partei. In den folgenden Jahren war sie als Historikerin wissenschaftlich tätig. 1933 wurde ihr der Leninorden verliehen.